# Frederik Sødring

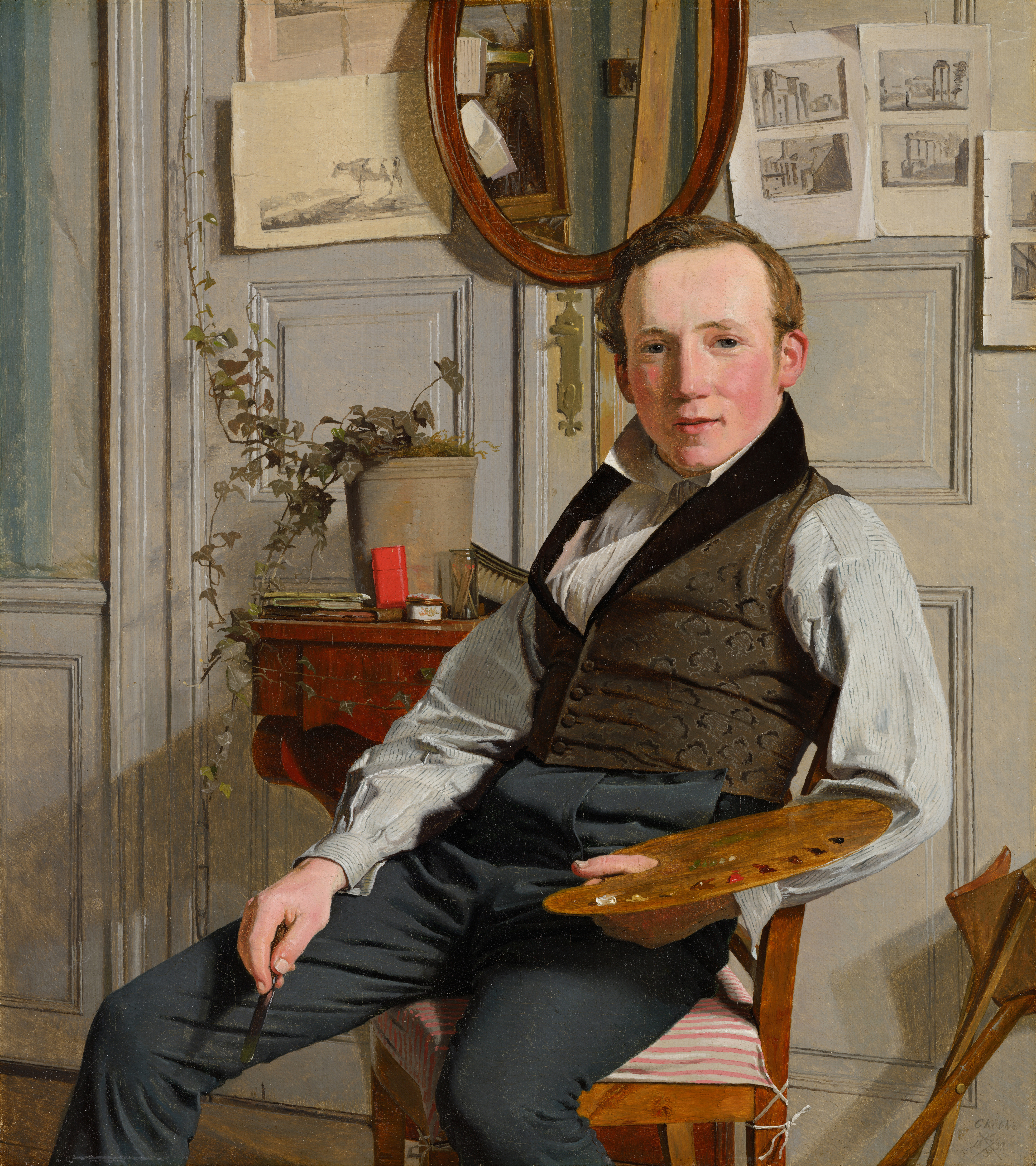
Portret van Frederik Sødring, door zijn vriend Christen Købke, 1832

Frederik Hansen Sødring (Aalborg, 31 mei 1809 - Hellerup, 18 april 1862) was een Deens kunstschilder. Hij schilderde voornamelijk landschappen in een door de romantiek beïnvloede stijl.

## Leven en werk
Sødring was de zoon van een koopman. Hij woonde tijdens zijn jeugd een tijdlang met zijn ouders in Noorwegen en studeerde daarna aan de Koninklijke Deense Kunstacademie, onder Jens Peter Møller, maar hij werd met name beïnvloed door de landschapsschilder Johan Christian Clausen Dahl. Tussen 1929 en 1931 reisde hij door Noorwegen, Zuid-Duitsland (waar hij korte tijd studeerde in München) en Tirol. De bergachtige omgevingen in die landen maakte grote indruk op hem en waren bepalend voor de thema's die in zijn verdere carrière zou schilderen. Qua stijl wordt hij gerekend tot de landschapsromantiek.
In 1842 huwde Sødring Henriette Marie de Bang (1809–55), de dochter van een grootgrondbezitter, waardoor hij financieel onafhankelijk werd. Toen hij in 1862 op 52-jarige leeftijd overleed, liet hij een groot bedrag na aan de Deense Kunstacademie en werd er in zijn naam een fonds opgericht voor weduwen van landschapsschilders.

## Galerij

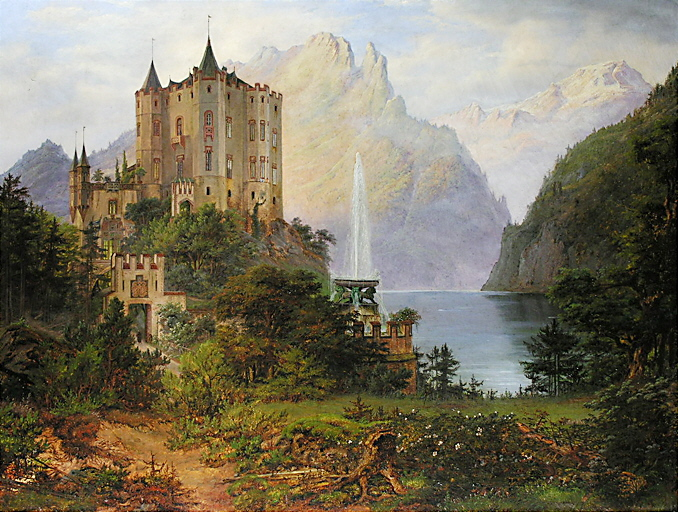
Slot Hohenschwangau, 1843, collectie Deense koninklijke familie
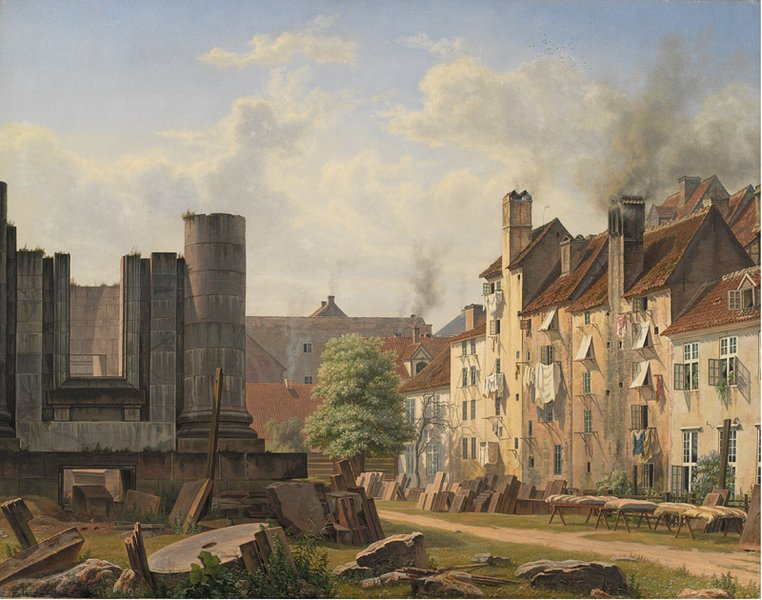
Gezicht op de ruïnes van de onvoltooide Frederikskerk, 1835, Statens Museum for Kunst
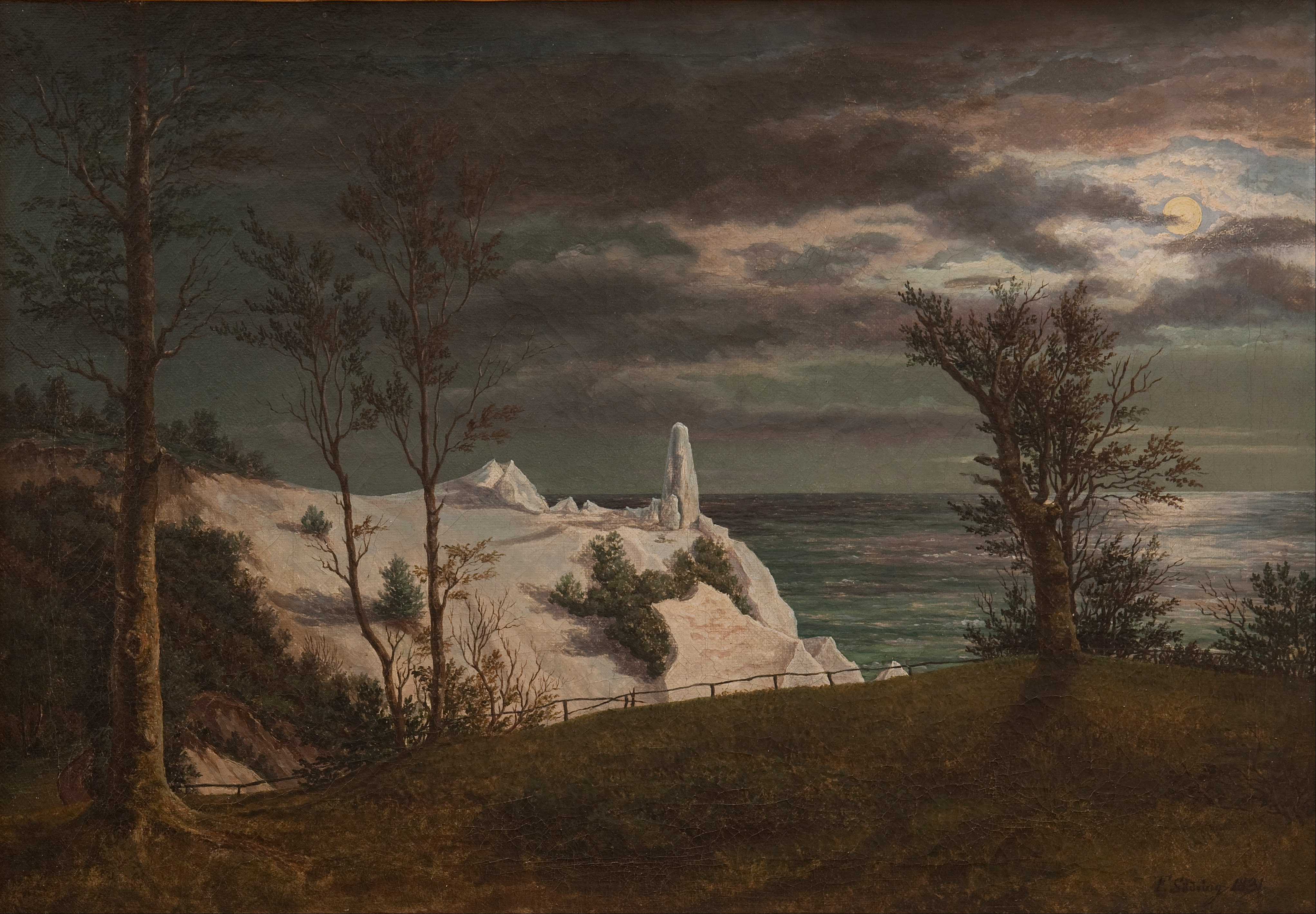
Krijtrotsen op het eiland Møn. Maanlicht, 1831, Statens Museum for Kunst
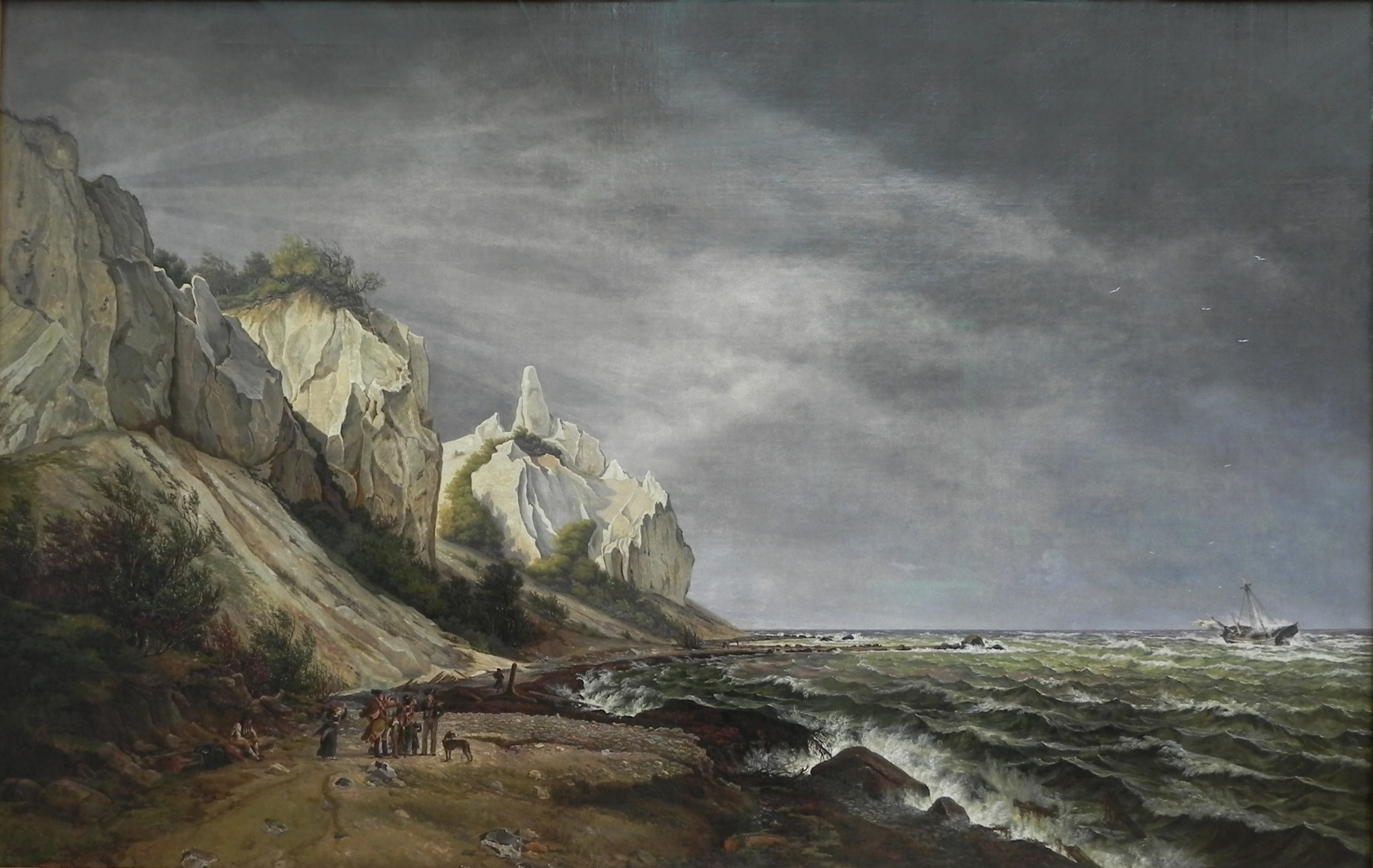
Krijtrotsen op Møn, 1831, Niedersächsisches Landesmuseum Hannover